# Ls auto
LS AUTO (официальное название — Jiangxi Longsheng Automobile Co., Ltd.) — китайская компания, специализирующаяся на разработке и производстве электромобилей, а также на их экспорте на зарубежные рынки. Основана в 2022 году как совместное предприятие Shanghai Launch Automotive Technology Co., Ltd. и Jingdezhen Hesheng Industrial Investment Development Co., Ltd.

## История
Компания образована в рамках совместного инвестиционного проекта между Shanghai Launch Automotive Technology Co., Ltd. и Jingdezhen Hesheng Industrial Investment Development Co., Ltd. с целью создания бренда NEV (автомобили на новых источниках энергии) на основе платформы собственной разработки; совокупный объём инвестиций оценивается примерно в 5 млрд юаней.
Материнская компания Shanghai Launch Automotive Technology основана в 2000 году, оказывает услуги по проектированию, прототипированию и тестированию автомобилей, реализовала более 200 проектов. Компания располагает несколькими научно‑исследовательскими и производственными базами, дизайн‑центром в Италии и транспортным технополисом в Сингапуре; признана национальным центром промышленного дизайна (2015), в 2021 году получила статус «малого инновационного гиганта».

## Деятельность
Компания занимается:
- разработкой электромобилей (NEV),
- производством автомобилей под брендом LS AUTO на платформе LEV 01,
- выпуском комплектующих и запчастей,
- разработкой энергоэффективных аккумуляторных систем.

## Технологии
Платформа LEV 01 обеспечивает запас хода 450–700 км, дорожный просвет повышен за счёт расположения батареи над шасси, что улучшает устойчивость и проходимость. Совместима с технологиями автономного вождения до уровня ADAS 4. 

## Модельный ряд

### LEV 01
Компактный SUV, представленный в 2024 году на базе собственной платформы. Разгон до 100 км/ч за 7,7 с, максимальная скорость 160 км/ч; 10 подушек безопасности, ECC, TCS и др.; запас хода более 500 км; зарядка 0‑100 % за 8,5 ч (обычная), 10‑80 % за 36 мин (быстрая).

### LEV 03
Городской кроссовер премиум-класса, ожидается к выпуску в 2025 году.

### LEV 05
Среднеразмерный семейный электромобиль с чертами минивэна и SUV, планируется в 2025 году.

## Международное сотрудничество

### ОАЭ
Присутствие реализовано через дистрибьютора DSP Motors; модель LEV 01 адаптирована к условиям региона.

### Непал
С 2025 года продаётся в сотрудничестве с Nexon Venture; представлена в версиях Standard и Comfort.

### Замбия
В апреле 2025 года проведена встреча с послом Замбии, обсуждались планы по созданию в стране сборочного завода в рамках национальной программы развития. 

### Марокко
Визит делегации Orbis Automotive подтвердил интерес к партнёрству и локализации производства автомобилей на базе платформы LEV 01.

## Перспективы
В планах — усиление позиций в Африке и Азии, локализация производства и выпуск новых моделей электромобилей.

## Внешние ссылки
- Официальный глобальный сайт
- Официальный китайский сайт